# Übertragungsbereich
Der Übertragungsbereich ist derjenige Frequenzbereich, für den ein Gerät durch den Konstrukteur ausgelegt ist.

## Audiobereich
Bei Verstärkern ist der Spannungsverstärkungsfaktor v = U2 / U1 üblicherweise von der Frequenz f abhängig: zu hohen und tiefen Frequenzen hin nimmt er in der Regel ab. Der Einsatzbereich des Verstärkers wird also beschränkt durch die untere Grenzfrequenz f1 und die obere Grenzfrequenz f2, beide auch als Übergangsfrequenz oder Eckfrequenz fc (engl.: c = cutoff) bezeichnet. Der Übertragungsbereich ist der Frequenzbereich zwischen unterer und oberer Grenzfrequenz.
Je mehr sich der Übertragungsbereich dem Hörbereich (f1 = 20 Hz; f2 = 20 kHz) annähert, umso natürlicher ist die Tonwiedergabe.
Der Übertragungsbereich bei Messungen (unbewertet und nach AES17) beträgt 22 Hz bis 22 kHz nach ITU-R 468.

## Allgemein
Von einem Übertragungsbereich wird immer dann gesprochen, wenn ein Signal ein Zwei- (oder Mehr-)Tor durchläuft. Alle Frequenzen des Eingangssignals außerhalb des Übertragungsbereiches werden stark bedämpft.
- Helmuth Willems, Dieter Blank, Hans Mohn: Nachrichtentechnik (= Elektro-Fachkunde. Bd. 3). Teubner, Stuttgart 1982, ISBN 3-519-06807-9.
- Roland Enders: Das Homerecording Handbuch. Der Weg zu optimalen Aufnahmen. 3., überarbeitete Auflage, überarbeitet von Andreas Schulz. Carstensen, München 2003, ISBN 3-910098-25-8.